# Fra det vilde hav
|  | Denne artikel er oprettet af botten Steenthbot ud fra en ekstern database. Den kan derfor have sproglige fejl eller mangler. Denne skabelon kan fjernes efter kontrol af indholdet. |

Fra det vilde hav er en dansk dokumentarfilm fra 2021 instrueret af Robin Petré.

## Handling
Langs det isnende, vesteuropæiske vinterhavs kyster står et omfattende netværk af frivillige klar til døgnet rundt at rykke ud og redde vildfarne sæler fra olie, plastik og klimaforandringer. Men dyrene forsvarer sig med næb og klør mod de velmenende redningsfolk, som blot må se magtesløse til, mens atlanterhavsstormene tager til, og dyrenes forhold forværres. Vi tages med på en fascinerende og forstyrrende rejse ind i en verden, hvor mennesker krampagtigt forsøger at opretholde en natur i drastisk forfald.

## Medvirkende
- Dan Jarvis
- Sydney Rachael Stone
- Laura Lusquinos
- Rowan Burcham
- Ava Busillet
- Elizabeth Elliott
- Lisa Tully
- Emma Gellman
- James Barnett
- Kelly Astley
- Sam Brittain